# یان گوندا
یان گوندا (به هلندی: Jan Gonda) (تولد ۱۴ آوریل ۱۹۰۵ در گودا - مرگ ۲۸ ژوئیه ۱۹۹۱ در اوترخت) هندشناس هلندی بود. او اولین استاد سانسکریت‌شناس دانشگاه اوترخت شد. او همراه ویلم کالند (Willem Caland) در دانشگاه دولتی اوترخت (که از سال ۱۹۹۰ به بعد دانشگاه اوترخت نامیده شد) تحصیل کرد و از سال ۱۹۳۲ به بعد در دانشگاه اوترخت و لیدن صاحب مقام شد. او از سال ۱۹۲۹ جانشین کرسی مطالعات سانسکریت کالند شد. او همچنین از سال ۱۹۳۲ صاحب کرسی هندی‌شناسی نیز شد. او به مدت ۶۰ سال مقاله‌های علمی در مورد سانسکریت هندی و متون جاوه‌ای منتشر کرد. در سال ۱۹۵۲، اثر تاریخی خود را در مورد سانسکریت در اندونزی منتشر کرد. بارها به مشارکتش در زمینهٔ زبان‌شناسی و ادبیات ودایی اشاره شده است.
گاندا به‌عنوان یکی از برجسته‌ترین پژوهشگران قرن بیستم در زمینه زبان، ادبیات و دین آسیایی شناخته می‌شود، به‌ویژه در حوزه متون و موضوعات مرتبط با هندوئیسم و بودیسم. او با تسلط و ظرافت به زبان‌های هلندی، انگلیسی و آلمانی می‌نوشت و دامنه علایق او از ادبیات باستانی اندونزی و هند تا دین‌شناسی تطبیقی و زبان‌شناسی بسیار گسترده بود. مانند بسیاری از شرق‌شناسان قرن بیستم، گاندا هرگز به آسیا سفر نکرد، هرچند برخی از آثار او تحت حمایت "انجمن سلطنتی باتاویا برای هنرها و علوم" منتشر شد. به‌عنوان مثال، مطالعه تطبیقی او بر نسخه کاوی از "Bhīşmaparwa" که در سال ۱۹۳۷ در باندونگ (جاوه) به چاپ رسید. با این حال، فقدان تجربه میدانی او با دانش دایره‌المعارفی او درباره ادبیات هندی و درک عمیق او از فرهنگ دینی آسیا به‌طور کامل جبران شد.
از جمله دانشجویان برجسته او می‌توان به J. A. B. van Buitenen اشاره کرد که در سال ۱۹۶۱ به دانشگاه شیکاگو نقل مکان کرد و هنک بودویتز که در سال ۱۹۷۶ جانشین گاندا در کرسی سانسکریت دانشگاه اوترخت شد.
گاندا وصیت‌نامه‌ای به آکادمی سلطنتی هنرها و علوم هلند، که از سال ۱۹۵۷ عضو آن بود، اختصاص داد. در سال ۱۹۹۲ بنیاد گاندا به نام او تأسیس شد. این بنیاد کمک‌هزینه‌های انتشار و حمایت مالی از پروژه‌های مرتبط با هندشناسی ارائه می‌دهد، و اندازه این کمک‌ها و دامنه فعالیت‌ها بر اساس بازده سرمایه‌گذاری تعیین می‌شود. سخنرانی‌های گاندا و مجموعه هندشناسی گاندا نیز به افتخار او نام‌گذاری شده‌اند.
گاندا در ۲۸ ژوئیه ۱۹۹۱ به‌طور ناگهانی درگذشت.

## آثار چاپ کرده
گاندا در طول دوران حرفه‌ای طولانی خود تعداد قابل توجهی کتاب و مقاله منتشر کرد. نقطه شروع مفید برای آشنایی با آثار او مجموعه Jan Gonda, Selected Studies در ۶ جلد است (لیدن: انتشارات ای جی بریل، ۱۹۷۵–۱۹۹۱). این جلدها شامل بیشتر مقالات کلیدی او هستند.